# أساور وندر وومان
أساور ترتديها المرأة المعجزة من دي سي كوميكس
أساور الخضوع للمرأة المعجزة (بالإنجليزية: Wonder Woman) في القصص المصورة، عبارة عن زوج من الأساور المعدنية الخيالية أو الأصفاد التي ترتديها المرأة المعجزة والأمازونيات الأخريات. لقد كانت من إبداع ويليام مولتون مارستون كونها رمزًا لفلسفته وحبه للخضوع والتحكم العاطفي المرتبط بها. تحمي الأساور المرأة المعجزة، ما يسمح لها بتشتيت الصدمات من الأسلحة النارية من جميع الأحجام، وكذلك أسلحة القتال مثل السيوف والفؤوس. كما أنها مضادة للحريق وانفجارات الطاقة «الليزر والنووي» فضلاً عن أسلحة المقذوفات الأخرى، بدءًا من القذائف إلى السهام. تجعل الأساور ديانا محصنة ضد أضرار السقوط.

## رمزية الخضوع
«لقد ضاعت قوتي...إنه قانون أفروديت! عندما تسمح الأمازونية لرجل بربط أساور الخضوع الخاصة بها معًا، فإنها تصبح ضعيفة كباقي النساء الأخريات في عالم يحكمه الرجال!»… المرأة المعجزة.
صور وليام مولتون مارستون قصة أصل الأمازونيات على أنهن نساء يونانيات ربطهن الرجال بمعاصمهن، واللاتي أدركن قوتهن في وقت ما وتحررن. ثم انتقلن إلى جزيرتهن الخاصة بالنساء فقط، أصبحن أقوى تدريجياً وأطول عمراً في غياب الاضطهاد الذكوري. كانت ما تزال تُلبس «أساور الخضوع» على أنها تذكير تحذيري: فالتنازل عن استقلال النساء من خلال السماح لهيمنة الذكور على إرادتهن بمثابة سلبهن قوتهن.
جاء الإلهام لإعطاء ديانا «المرأة المعجزة» أساور، من زوج الأساور الذي كانت ترتديه أوليف بيرن (Olive Byrne) مساعدة أبحاث المبدع ويليام مولتون مارستون وعشيقته. اقتبُس لمارستون في مقابلة عام 1942: «يجب على المرأة المعجزة وشقيقاتها الأمازونيات ارتداء الأساور الثقيلة لتذكيرهن بما يحدث لفتاة عندما تسمح لرجل بغزوها». «استسلم الأمازونيات ذات مرة لسحر بعض الإغريق الوسيمين ويا لها من فوضى أوقعن أنفسهن فيها. وضعهم الإغريق في سلاسل من نوع هتلر، وضربوهن، وجعلوهن يعملون مثل الخيول في الحقول. حررت أفروديت (Aphrodite) «آلهة الحب» تلك الفتيات غير السعيدات أخيرًا، لكنها أرست قاعدة «قانون أفروديت» بأنه يجب ألا يستسلمن أبدًا لرجل لأي سبب من الأسباب. لا أستطيع أن أسدي نصيحة للنساء المعاصرات أفضل من تلك التي أسدتها أفروديت لفتيات الأمازون.
استخدم مارستون العبودية على أنها رمز مثل طبيب نفساني، اعتقد مارستون أن السادي لا يقترف الخطأ، بل الإساءة هي ما يفعل. من الأمور المركزية للنسوية فكرة أن النساء يخضعن بشكل منهجي، ويوجد سوء النية عندما تتخلى المرأة عن وكالتها لهذه التبعية. تأثر مارستون بشدة بـ «زواجه» من امرأتين، كانت إحداهما ابنة أخت مارغريت سانجر (Margaret Sanger) وإبنة إثيل بيرن (Ethel Byrn) «كلاهما من النساء الراديكاليات والداعمات الرائدات لتحديد النسل والإجهاض».

## تاريخ النشر

### ما قبل الأزمة
في العصر الذهبي للقصص المصورة، صُوِرت الأمازونيات في جزيرة الفردوس وهن يرتدين الأساور كونها رمزًا للخضوع لإلهة الراعي أفروديت، وبتعليمات الإلهة، على أنها تذكير للأمازونيات بحماقة الخضوع للرجال وما يترتب على ذلك من نتائج. الفترة التي أُخضِعن فيها تحت حكم هرقل الغادر. صُنعت الأساور بطريقة سحرية لتكون غير قابلة للتدمير بواسطة أفروديت. كانت الأساور مفيدة، واستُخدمت لصد الرصاص وأسلحة الطاقة وأي أسلحة قاتلة في عالم الإنسان.
صُورت في الأصل على أنها برونزية، في كاريكاتير المرأة المعجزة رقم 52، الذي نُشر في مارس 1952، ذُكر لأول مرة أن الأساور تتكون من أمازونيم (amazonium) معدن خيالي يُنظر إليه حتى الآن على أنه غير قابل للتدمير.
في كاريكاتير الإحساس رقم 4، كُشف عن أن الأمازونيات قد يفقدن قوتهن الفائقة مؤقتًا إذا قام رجل بربط أساورهن معًا.  ظلت قوتهن غير متأثرة إذا جرى تقييدهن من قبل الإناث في كاريكاتير الإحساس رقم 10. سوف يستعدن قوتهن إذا كانت أساورهن مفككة. فقدت الأمازونيات قوتهن، في القصص اللاحقة، إذا قام الذكور ببساطة بربط معاصمهن بدلاً من الأساور بسلاسل أو أشكال أخرى من اللحام. في (كافالكيد الهزلي رقم 14)، كُشف عن الأساور لتحقيق التوازن بين قوة الأمازونيات والخضوع المحب للأهداف الإيجابية للحضارة.
أصبحت عواقب إزالة الأساور مبسطة في القصص اللاحقة: إذا جرى كسرها أو إزالتها، فإن منطقة الأمازون ستدخل في حالة جنون مدمر لا يمكن السيطرة عليه، كما قال د.مارستون أن القصة الرمزية للتدمير غير المقيد من قبل الأنا البشرية.  نادرًا ما  تُكسر الأساور، وبعد ذلك فقط بواسطة الأسلحة السحرية التي جرى تمكينها من قبل الآلهة أنفسهم (مثل سيف أرتميس وخنجر إيجيوس لفولكان).

### بعد الأزمة
كانت الأمازونيات، كما كن من قبل، مكلفين بارتداء أساورهن على أنها تذكير دائم بتجربتهن في الاستعباد. كما كنَّ يرتدين الأساور كفارة لفشلهم في مهمتهم لإصلاح الجنس البشري. ومع ذلك، فإنهن لم يفقدن قوتهن عندما ربط الذكور أساورهن ببعضها البعض، ولم يُلعنوا بالجنون في حالة خلع الأساور أو كسرها.  بالإضافة إلى ذلك، لا يوفر سوار الأمازونيات العام حماية خاصة.
عندما فازت ديانا في المسابقة لتصبح المرأة المعجزة، حصلت على زوج من الأساور الفضية السحرية. شُرحت الأساور فيما بعد على أنها مزورة من بقايا نهر إيجيس، وهو درع مصنوع من الجلد غير القابل للتدمير لعنزة أمالثيا العظيمة التي أرضعت زيوس عندما كان رضيعًا. عند عبور الأساور أمامها، تكون قادرة على تكوين بقايا من نهر إيجيس، ما يسمح لديانا بإبعاد الهجمات التي تكون أكبر بكثير من مساحة أسوارها. تتخذ هذه البقية شكل حقل قوة كروي شبه مرئي يبلغ ارتفاعه ضعف ارتفاع ديانا تقريبًا.